# Людина натовпу
«Людина натовпу» — новела, написана американським письменником Едгаром Алланом По, про неназваного оповідача, який переслідує чоловіка через переповнений людьми Лондон; видана в 1840.

## Опис
Історія починається з епіграфа Ce grand malheur, de ne pouvoir être seul — цитата, взята з Жана де Лабрюйера, що перекладається як: Жахливе нещастя — не мати можливості залишитися наодинці з самим собою. Ця ж цитата використовується в ранньому оповіданні По «Метценгерштейн» .
Після деякої хвороби оповідач сидить в кав'ярні в Лондоні. Зачарований натовпом поза вікном, він розглядає, як різні люди поводяться. Він приділяє час, щоб поділити на категорії різні типи людей, яких він бачить. Оповідач зосереджується «на старезному старому років шістдесяти п'яти або сімдесяти», у якого обличчя має специфічну особливість (суміш кровожерливості і веселощів), а тіло «дуже худе і на вигляд зовсім старе»; на ньому брудний, рваний одяг, а під нею — на подив спостерігача — тонка дорога білизна. Під пальтом старого видно алмази та кинджал. Надзвичайно зацікавлений особистістю цієї дивної людини, оповідач мчить з кав'ярні, щоб слідувати за ним здалеку. Він зауважує, що старий наче оживає, коли виявляється в центрі багатолюдного натовпу, і, навпаки, впадає у відчай, коли потік людей розсіюється, залишаючи його одного. Людина йде від оповідача через ринки і магазини, не купуючи нічого, в найжахливішу частина міста — територію жебраків. Це переслідування триває протягом вечора і наступного дня. Нарешті, спустошений, оповідач стоїть перед людиною, яка все ще не помічає його. Оповідач робить висновок, що старий — «людина натовпу», «прообраз і втілення найтяжчих злочинів», який не може залишитися наодинці з самим собою.